# Władysław Stachurski
Władysław Stachurski (27. března 1945, Piotrkowice - 13. března 2013, Varšava) byl polský fotbalista, obránce. Po skončení aktivní kariéry působil jako trenér.

## Fotbalová kariéra
V polské nejvyšší soutěži hrál za Legii Warszawa, se kterou získal dvakrát mistrovský titul a dvakrát polský fotbalový pohár. V Poháru mistrů evropských zemí nastoupil ve 14 utkáních a dal 4 góly, v Poháru vítězů pohárů nastoupil ve 4 utkáních a dal 1 gól, v Poháru UEFA nastoupil ve 4 utkáních a dal 1 gól a ve Veletržním poháru nastoupil v 6 utkáních a dal 1 gól. Za reprezentaci Polska nastoupil v letech 1969-1970 v 8 utkáních a dal 1 gól.

## Ligová bilance
| Ročník                | Zápasy | Góly | Klub           |
| --------------------- | ------ | ---- | -------------- |
| Ekstraklasa 1964/1965 | -      | -    | Legia Warszawa |
| Ekstraklasa 1965/1966 | 5      | 1    | Legia Warszawa |
| Ekstraklasa 1966/1967 | -      | -    | Legia Warszawa |
| Ekstraklasa 1967/1968 | 1      | 1    | Legia Warszawa |
| Ekstraklasa 1968/1969 | 22     | 2    | Legia Warszawa |
| Ekstraklasa 1969/1970 | 23     | 3    | Legia Warszawa |
| Ekstraklasa 1970/1971 | 26     | 3    | Legia Warszawa |
| Ekstraklasa 1971/1972 | 25     | 0    | Legia Warszawa |
| Ekstraklasa 1972/1973 | 13     | 1    | Legia Warszawa |
| CELKEM 1. polská liga | -      | -    |                |